# Vasitis nodosa
Vasitis nodosa – powikłanie po wazektomii pojawiające się w około 66% przypadków (50%) w okresie do kilku miesięcy po zabiegu.
Powikłanie ma postać guzkowatego zgrubienia nasieniowodu o niezłośliwym, łagodnym charakterze, z kanalikowatymi mikroodgałęzieniami penetrującymi okoliczną tkankę. Podczas rozpoznania może być pomylone z niskozróżnicowanym gruczolakorakiem.